# Trantor: The Last Stormtrooper
Trantor: The Last Stormtrooper è un videogioco per ZX Spectrum, Commodore 64, MSX, Amstrad CPC, MS-DOS e Atari ST pubblicato dalla Go! (un'etichetta della U.S. Gold) nel 1987. Il gioco è stato prodotto dalla Probe Software (un team consistente di David Quinn, Nick Bruty e David Perry). Il videogioco è stato reso disponibile in Spagna con il titolo Trantor dalla Erbe Software. Trantor è un misto fra uno sparatutto e un videogioco a piattaforme, ed è conosciuto per la sua grafica particolarmente fluida.